# Consorti dei sovrani di Giordania
Questo è l'elenco delle donne che sono state regina consorte dell'Hashemita Regno di Giordania da quando il sultanato fu elevato al rango di un regno nel 1949. Poiché tutti i sovrani della Giordania devono avere, per legge, il requisito di essere di sesso maschile, non c'è mai stata una regina regnante di Giordania.
È necessario per il re dare a sua moglie il titolo di Regina dopo la sua ascesa e dopo il loro matrimonio; altrimenti ha solo il titolo minore di principessa. Soltanto una delle consorti giordane non ha detenuto il titolo di regina durante il suo matrimonio.

## Elenco
| Immagine | Nome                                                     | Padre                                             | Nascita          | Matrimonio       | Regno                                    | Fine regno                                  | Morte                                       | Consorte    |
| -------- | -------------------------------------------------------- | ------------------------------------------------- | ---------------- | ---------------- | ---------------------------------------- | ------------------------------------------- | ------------------------------------------- | ----------- |
|          | Musbah bint Nasser Regina Musbah                         | Emiro Nasser bint Ali Pasha                       | 1884             | 1904             | 25 maggio 1946 Giordania elevata a regno | 20 luglio 1951 morte del marito             | 15 marzo 1961                               | Abdullah I  |
|          | Zein al-Sharaf Regina Zein                               | Sharif Jamal 'Ali bin Nasser                      | 2 agosto 1916    | 27 novembre 1934 | 20 luglio 1951 marito diventa re         | 11 agosto 1952 abdicazione del marito       | 26 aprile 1994                              | Ṭalāl I     |
|          | Dina bint 'Abdu'l-Hamid Regina Dina                      | Sharif Abdul-Hamid bin Muhammad Abdul-Aziz Al-Aun | 15 dicembre 1929 | 18 aprile 1955   | 18 aprile 1955                           | 24 giugno 1957 divorzio                     | 21 agosto 2019                              | Hussein I   |
|          | Toni Gardiner Principessa Muna come principessa consorte | Walter Percy Gardiner                             | 25 aprile 1941   | 25 maggio 1961   | 25 maggio 1961                           | 21 dicembre 1971 divorzio                   |                                             | Hussein I   |
|          | Alia Toukan Regina Alia                                  | Sayyid Baha ud-din Toukan                         | 25 dicembre 1948 | 24 dicembre 1972 | 24 dicembre 1972                         | 9 febbraio 1977 deceduta in incidente aereo | 9 febbraio 1977 deceduta in incidente aereo | Hussein I   |
|          | Lisa Halaby Regina Noor                                  | Najeeb Halaby                                     | 23 agosto 1951   | 15 giugno 1978   | 15 giugno 1978                           | 7 febbraio 1999 morte del marito            |                                             | Hussein I   |
|          | Rania al Yassin Regina Rania                             | Faisal Sedki Al-Yassin                            | 31 agosto 1970   | 10 giugno 1993   | 7 febbraio 1999 marito diventa re        | in carica                                   |                                             | Abdullah II |